# Linn Flisell

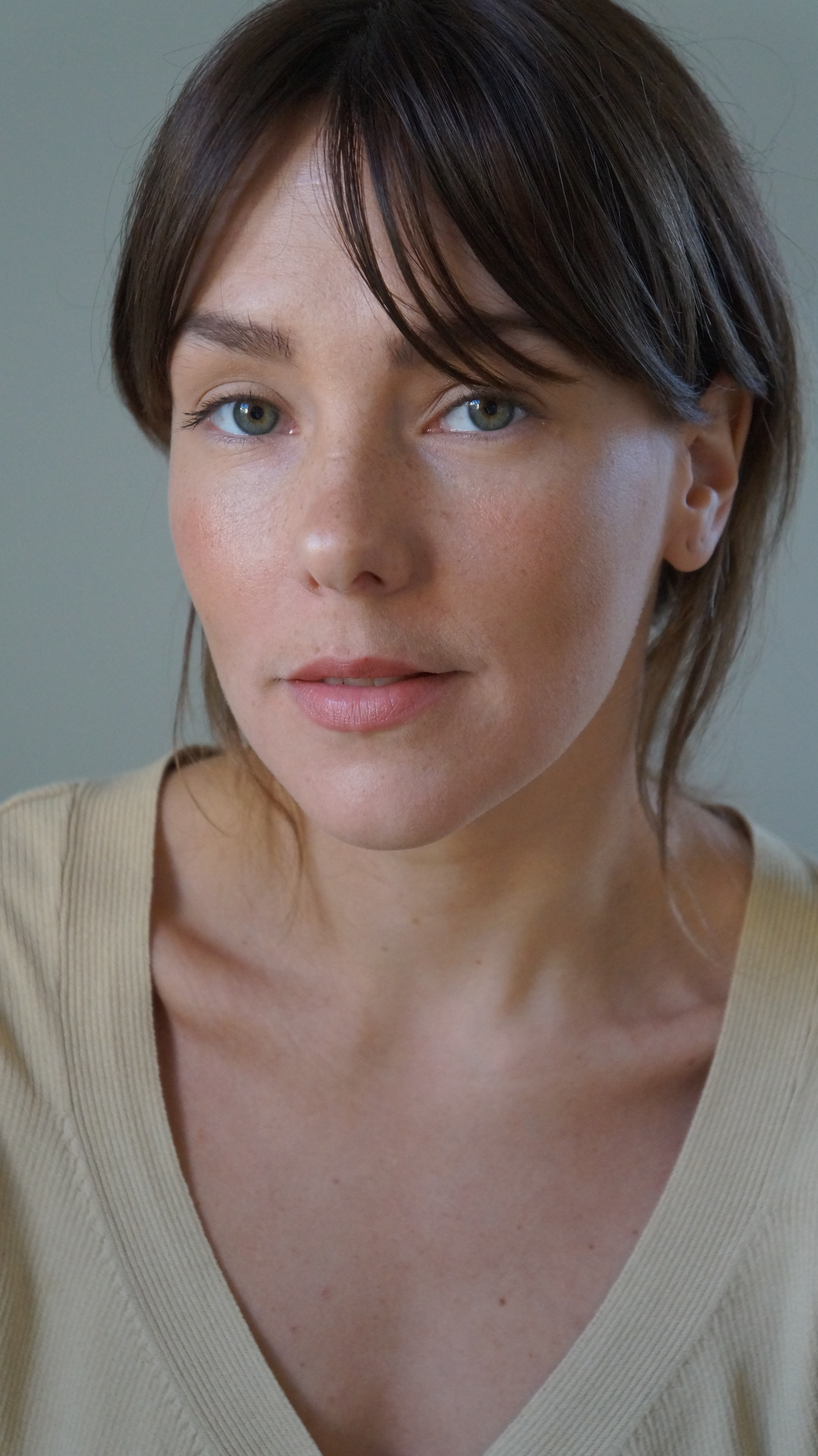
Linn Flisell

Linn Flisell, född 30 september 1992 i Nyköping, är en svensk skådespelare.
Flisell är bland annat känd för rollen Jonna i kortfilmen Nattfjärilen som hon vann priset ”Bästa skådespelarinsats” för. Linn har även medverkat i tv-serien Äntligen! (TV-serie) och säsong 2 av Ägd av Danny på Prime Video. 
Flisell gick på Kulturamas tvååriga skådespelarutbildning och har senare bland annat medverkat i den tysk-svenska TV-serien Kommissarien och havet på ZDF och Min historiska pojkvän på TV4/CMORE.